# Nicéforo Dukiano
Nicéforo Dukiano (en griego, Νικηφόρος Δουκειανός, en italiano, Nikeforo Dulchiano) fue el catapán bizantino de Italia, de 1039 a 1040. 
Durante su tiempo en el cargo arrancó la rebelión de Arduino de Melfi, el condotiero lombardo expulsado de la expedición que el general bizantino Jorge Maniaces estaba desarrollando contra los sarracenos del Emirato de Sicilia. Nicéforo no pudo ver cómo acabó dicha rebelión pues fue asesinado en Ascoli Satriano a principios de 1040, durante las revueltas generales de los súbditos lombardos del Catapanato de Italia, que fueron provocadas por la imposición de cargas fiscales para financiar la continuación de la guerra siciliana del general Jorge Maniaces. Le sucedió en el cargo su hermano Miguel Dukiano.